# Amendement du code forestier brésilien
 (juillet 2014).

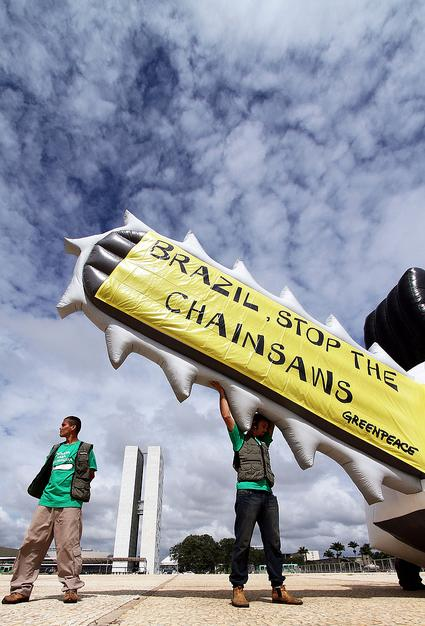
Un militant de Greenpeace proteste contre le nouveau projet de code forestier. Plus tard, les activistes ont appelé à un veto présidentiel total du texte.

L' amendement du code forestier brésilien est une modification du code forestier brésilien (en).

## Histoire
Cet amendement du code forestier brésilien (projet de loi 1.876/99) a été proposé et a été approuvé par les deux chambres du Parlement du Brésil.
La présidente du Brésil, Dilma Rousseff a mis son veto contre des parties de celui-ci. Les écologistes s'opposent à la loi, en disant qu'elle aggrave la destruction de la forêt amazonienne. Elle aurait ouvert pour l'agriculture des zones défrichées illégalement avant juillet 2008. L'abattage de ces forêts humides aurait pour effet l'émission de 400 millions de tonnes de dioxyde de carbone.
Le projet affaiblit les dispositions concernant la protection de la forêt (en). L’Église catholique a pressé Dilma Rousseff de mettre son veto au projet de loi entier.
Avaaz, un groupe activiste mondial, a recueilli 2 millions de signatures s'opposant à la législation.